# فرانچسکو لوونی
فرانچسکو لوونی (انگلیسی: Francesco Luoni؛ زادهٔ ۹ آوریل ۱۹۸۸) بازیکن فوتبال اهل ایتالیا است.
از باشگاه‌هایی که در آن بازی کرده‌است می‌توان به باشگاه فوتبال کومو و باشگاه فوتبال وارزه اشاره کرد.